# Ə̨
Cette page contient des caractères spéciaux ou non latins. S’ils s’affichent mal (▯, ?, etc.), consultez la page d’aide Unicode.
Ə̨ (minuscule : ə̨), appelé schwa ogonek, est un graphème utilisé dans certaines romanisations de l’avestique.
Il s’agit de la lettre scwha diacritée d’un ogonek.

## Utilisation
La lettre ‹ ə̨ › est utilisée dans la translittération de Skjærvø, ou de Cantera et Redard, pour transcrire la lettre avestique aan ‹ 𐬅 ›, transcrite ‹ ą̇ › chez d’autres auteurs,.

## Représentations informatiques
Le schwa ogonek peut être représenté avec les caractères Unicode suivants :
- décomposé (latin de base, diacritiques) :

| formes    | représentations | chaînes de caractères | points de code | descriptions                                     |
| --------- | --------------- | --------------------- | -------------- | ------------------------------------------------ |
| capitale  | Ə̨               | Ə◌̨                    | U+018F U+0328  | lettre majuscule latine schwa diacritique ogonek |
| minuscule | ə̨               | ə◌̨                    | U+0259 U+0328  | lettre minuscule latine schwa diacritique ogonek |

## Sources
- Alberto Cantera, Introduction à l’avestique récent, Girona, Sociedad de Estudios Iranios y Turanios, coll. « Supplementa Didactica » (no 2), 2019 (ISBN 978-84-608-5627-6, lire en ligne)
- (en) Prods Oktor Skjærvø, An Introduction to Young Avestan, 2003
- (en) Hazel Spotts, « Vowel harmony and consonant sequences in Mazahua (Otomí) », Internatinoal Journal of American Linguistics, vol. 19, no 4,‎ 1953 (lire en ligne)